# حامد ناصر چتهه
حامد ناصر چتهه (اردو: حامد ناصر چٹھہ؛ زادهٔ ۱۵ نوامبر ۱۹۴۴) سیاست‌مدار اهل پاکستان است. وی از سال ۱۹۸۶ تا ۱۹۸۸ رئیس مجلس ملی پاکستان بوده‌است.